# Annales de la Patrie
Pour les articles homonymes, voir Annales (homonymie).
Les Annales patriotiques ou Annales de la Patrie (Отечественные записки) est une revue littéraire russe qui joua un rôle de première importance dans l'histoire littéraire russe et la société russe du XIXe siècle. Elle fut éditée à Saint-Pétersbourg de 1818 à 1884 et était lue dans tout l'Empire russe.
Le titre a été repris par une autre revue historico-politique, fondée à Moscou en 2001.

## Première période
La revue a été fondée par Pavel Svinine, historien et écrivain, en 1818 et comportait des articles traitant d'histoire et de géographie, ainsi que des réflexions sur la société russe en général. Nikolaï Polevoï y collabora pendant les années 1820. La revue s'interrompit de 1831 à 1838 et en janvier 1839 Svinine laissa la place à Andreï Kraïevsky (1810-1889).

## Période de Kraïevski
Kraïevski, nouvel éditeur et rédacteur en chef, transforma la revue en parution mensuelle et en fit une revue politico-littéraire de premier plan. La revue avait à cette époque plus de quarante pages, traitant de sujets variés, avec des rubriques permanentes, comme la chronique de la Russie contemporaine, les sciences, la littérature, les arts, l'économie domestique, agricole et industrielle, la critique théâtrale et littéraire, la chronique de la bibliographie contemporaine.
Les écrivains et journalistes à qui la revue ouvrait ses colonnes appartenaient à différents courants, tendances et générations. On peut distinguer entre autres Vassili Joukovski, Vladimir Odoïevski, Denis Davydov, ainsi que des historiens comme Mikhaïl Pogodine, Stepan Chévyrev ou Mikhaïl Dmitriev. Le latiniste et philosophe Ivan Davydov y collaborait régulièrement, ainsi que le célèbre slavophile Alexeï Khomiakov qui forma un groupe d'amis autour de Sergueï Aksakov. Lermontov y participa ainsi que Vladimir Sollogoub, Ivan Panaïev ou Fiodor Korf. Vassili Miéjévitch dirigea au début la critique littéraire, puis Biélinski, jusqu'en 1846, ensuite Valerian Maïkov et enfin Stepan Doudychkine.
Biélinski joua un grand rôle en faisant venir à la revue ses amis Vassili Botkine, Mikhaïl Bakounine, Timofeï Granovski, Nikolaï Kettcher spécialiste de la littérature anglaise et de la littérature romantique allemande, ou l'historien Piotr Koudriavtsev. Les Annales évoluèrent ensuite en accueillant dans leurs colonnes Tourgueniev, Ogariov, Herzen, Nekrassov, etc. Toutefois petit à petit les Annales furent concurrencées par Le Moscovite fondé à Moscou par Pogodine et Joukovski quitta la revue, suivi par Viazemski, Pletniov, Benediktov, Miéjévitch, Aksakov et Khomiakov, futurs collaborateurs du Moscovite.
Les Annales polémiquaient avec L'Abeille du nord de Boulgarine et Griétch et avec la Bibliothèque pour la lecture de Senkovski, considérées comme plus conformistes. Les Annales patriotiques s'opposaient aussi au slavophilisme du Moscovite.
Finalement, pour des raisons prétendument matérielles, Biélinski quitta les Annales pour collaborer en 1847 à la critique littéraire du Contemporain de Nekrassov et Panaïev, bientôt suivi par Herzen. Les Annales demeurèrent un organe de presse d'orientation libérale et occidentaliste, mais avec le départ de telles plumes sa réputation en souffrit. Doudychkine devint entre 1860 et 1866 rédacteur en chef adjoint et en 1868 Kraïevski laissa la place à Nikolaï Nekrassov. C'est toujours en 1868 que Grigori Elisseïev entame sa collaboration avec le journal qui durera jusqu'en 1881.

## Après 1868

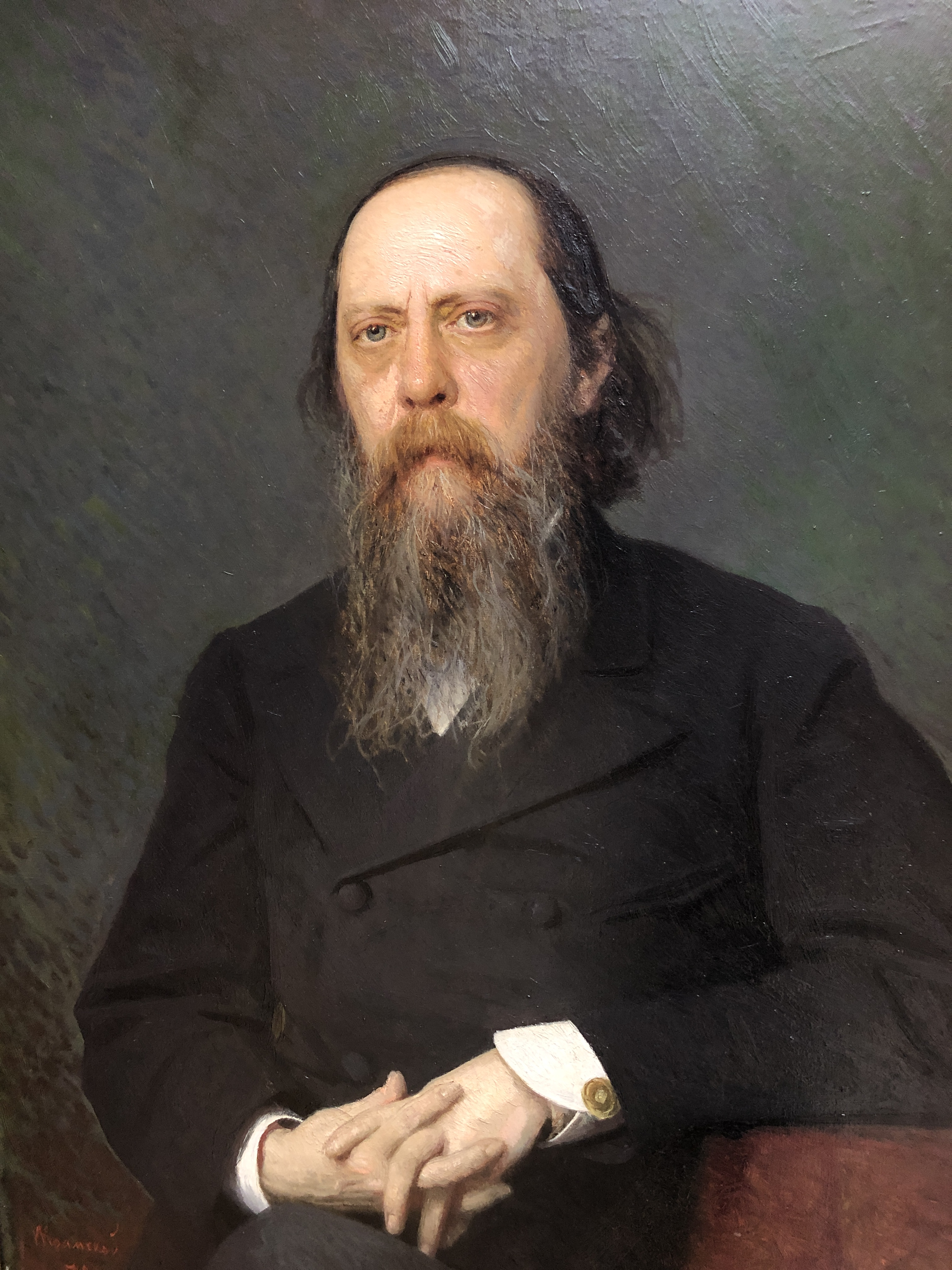
Saltykov-Chtchédrine par Kramskoï

Si Kraïvsky continua de publier et de conserver quelques droits, les Annales furent dirigées de fait par Nekrassov. Celui-ci redonna une nouvelle impulsion à la revue en accueillant Saltykov-Chtchédrine (rubrique Les Belles-lettres) et en réorganisant les colonnes consacrées à la poésie. Saltykov-Chtchédrine prit la direction des Annales, après la mort de Nekrassov et prit Nikolaï Mikhaïlovski comme bras droit secondé de Grigori Elisseïev. La revue se radicalisa : elle s'éloigna de la ligne du Contemporain qui était plutôt démocrate pour s'aligner sur les opinions des Narodniki ou populistes de plus en plus radicaux.
C'est à cette époque aussi que le nihiliste Dmitri Pissarev, Gleb Ouspenski, Nikolaï Demert, Fiodor Rechetnikov, Piotr Yakoubovitch et le grand dramaturge Alexandre Ostrovski écrivirent pour la revue.
Le nombre d'abonnés passa de 2 000 à 8 000. Les Annales patriotiques comptaient désormais dans l'opinion publique et avaient de l'influence pour la formation des idées socio-politiques. Finalement les autorités réagirent (c'était le règne d'Alexandre III) et le dernier numéro parut en 1884.

## Les Annaleset la littérature européenne
Des traducteurs de talent, comme Kettchner, spécialiste en littérature allemande et anglaise, collaboraient aux Annales, ainsi qu'Alexeï Plechtcheïev. Il y eut aussi Andreï Kroneberg, Alexandre Strougovchtchikov, spécialiste de Goethe et de Schiller. Les Annales patriotiques publièrent des traductions qui firent autorité en Russie, des œuvres de George Sand, Alexandre Dumas, Heinrich Heine, Charles Dickens, etc.
Plus tard, sous Nekrassov, Les Annales de la Patrie publièrent des traductions de Victor Hugo, Alphonse Daudet, Émile Zola, auteurs français considérés comme progressistes.